# Clarence Gagnon

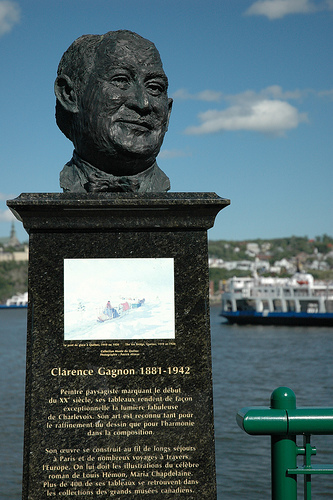
Büste in Québec

Clarence Alphonse Gagnon (* 8. November 1881 bei Montréal; † 5. Januar 1942 ebenda) war ein kanadischer Maler.

## Leben
Geboren wurde er in der Nähe von Montreal. In seiner Jugend förderte seine Mutter sein künstlerisches Talent, während seinem Vater eine Zukunft in der Geschäftswelt für ihn vorschwebte. 1897 unternahm er Studien in der Art Association of Montreal. Später ging er zu Studienzwecken nach Paris, wo er die Académie Julian besuchte und zwischen 1904 und 1905 bei Jean-Paul Laurens studierte. Er verbrachte noch einige Jahre malend in Frankreich und Italien, bevor er 1909 nach Kanada zurückkehrte.
Er ließ sich in Baie-Saint-Paul nieder, wo zahlreiche Gemälde der kanadischen Landschaft und Bevölkerung entstanden. Seine Winterlandschaften gelten als innovativ. 1922 wurde er Mitglied der Royal Canadian Academy of Arts. Gagnon trug zur Entwicklung der modernen Malerei in Kanada bei; zu seinen Schülern zählt u. a. René Richard.
Als Maler unternahm Gagnon unter anderem Reisen nach Venedig, Rouen und Saint-Malo, sowie in die kanadischen Laurentian Mountains. Zwischen 1924 und 1936 lebte er erneut in Frankreich. Von Gagnon stammen auch die Illustrationen zu Louis Hémons Roman Maria Chapdelaine sowie die Illustrationen für Le Grand silence blanc von Louis-Frédéric Rouquette.
Gagnon starb 1942. In Québec steht seine Büste zu seinem Andenken.
Die kanadische Regierung, vertreten durch den für das Historic Sites and Monuments Board of Canada zuständigen Minister, ehrte Gagnon am 24. Mai 1944 für sein Wirken und erklärte ihn zu einer „Person von nationaler historischer Bedeutung“.